# Parisolabis novaezeelandiae
Parisolabis novaezeelandiae är en tvestjärtart som beskrevs av Verhoeff 1904. Parisolabis novaezeelandiae ingår i släktet Parisolabis och familjen skevtångtvestjärtar. Inga underarter finns listade i Catalogue of Life.